# Vòng loại Cúp bóng đá châu Á 2023 (vòng play-off)
Vòng play-off của vòng loại Cúp bóng đá châu Á 2023 sẽ được diễn ra từ ngày 2–7 tháng 9 và ngày 7–12 tháng 10 năm 2021. Ban đầu nó được lên lịch thi đấu vào ngày 3 đến ngày 8 tháng 9, ngày 13 tháng 10 và ngày 17 tháng 11 năm 2020, nhưng AFC đã thay đổi các ngày do đại dịch COVID-19 tại châu Á.
AFC thông báo rằng các trận đấu đầu tiên diễn ra ngày 7 tháng 9-12 tháng 10 năm 2021, nó dời lại vào 7 tháng 10-12 tháng 10 năm 2021.

## Thể thức
Tổng cộng có 4 đội tuyển (là 4 đội xếp thứ năm có thứ hạng thấp nhất của vòng loại thứ hai Cúp bóng đá châu Á) sẽ thi đấu trong vòng play-off. 2 đội thắng vòng play-off sẽ cùng 22 đội từ vòng 2 giành quyền tham dự vòng 3, cạnh tranh 11 suất còn lại dự Cúp bóng đá châu Á 2023.
Theo kế hoạch ban đầu, vòng này sẽ bao gồm 12 đội (4 đội xếp thứ tứ có thứ hạng thấp nhất và tất cả các đội xếp thứ năm của vòng 2), thi đấu thành 2 vòng. Tuy vậy, vì cả Qatar và Trung Quốc giành quyền tham dự giải ngay sau vòng loại thứ 2, số đội giảm từ 12 xuống còn 4. 
2 đội thua vòng play-off sẽ cùng với 6 đội thua trong vòng loại thứ nhất Cúp bóng đá châu Á để thi đấu tại Cúp bóng đá đoàn kết châu Á 2020; tuy vậy giải đấu này đã bị hủy bỏ.

## Các đội tuyển vượt qua vòng loại
| Bảng (vòng 2) | Hạng năm (4 đội kém nhất) |
| ------------- | ------------------------- |
| A             | Guam                      |
| B             | Đài Bắc Trung Hoa         |
| C             | Campuchia                 |
| D             | —                         |
| E             | —                         |
| F             | —                         |
| G             | Indonesia                 |
| H             | —                         |

## Hạt giống
Lễ bốc thăm vòng play-off sẽ được tổ chức vào ngày 24 tháng 6 năm 2021 ở Malaysia (MYT, UTC+8), tại tòa nhà AFC ở Kuala Lumpur, Malaysia.
Các đội tuyển sẽ được hạt giống dựa trên kết quả của họ trong vòng loại thứ hai Cúp bóng đá châu Á.
| Nhóm 1                    | Nhóm 2                       |
| ------------------------- | ---------------------------- |
| 1. Indonesia 2. Campuchia | 1. Đài Bắc Trung Hoa 2. Guam |

## Các trận đấu
Mỗi cặp đấu được diễn ra trên cơ sở hai lượt đi và về trên sân nhà và sân khách. Luật bàn thắng sân khách, hiệp phụ (bàn thắng sân khách không áp dụng trong hiệp phụ) và loạt sút luân lưu sẽ được sử dụng để quyết định đội thắng nếu cần thiết (Quy định Điều 8.4).
Lượt đi sẽ diễn ra vào ngày 7 tháng 10 năm 2021 và lượt về vào ngày 12 tháng 10 năm 2021.
| Đội 1     | TTS | Đội 2             | Lượt đi | Lượt về |
| --------- | --- | ----------------- | ------- | ------- |
| Guam      | 1–3 | Campuchia         | 0–1     | 1–2     |
| Indonesia | 5–1 | Đài Bắc Trung Hoa | 2–1     | 3–0     |

| Guam | 0–1      | Campuchia       |
| ---- | -------- | --------------- |
|      | Chi tiết | - Vathanaka 26' |

| Campuchia                   | 2–1      | Guam           |
| --------------------------- | -------- | -------------- |
| - Suhana 49' - Sokpheng 55' | Chi tiết | - Mendiola 36' |

Campuchia thắng với tổng tỉ số 3-1.
| Indonesia                  | 2–1      | Đài Bắc Trung Hoa |
| -------------------------- | -------- | ----------------- |
| - Rumakiek 16' - Dimas 48' | Chi tiết | Hứa Bằng Bân 90'  |

| Đài Bắc Trung Hoa | 0–3      | Indonesia                              |
| ----------------- | -------- | -------------------------------------- |
|                   | Chi tiết | - Egy 26' - Kambuaya 55' - Witan 90+3' |

Indonesia thắng với tổng tỉ số 5–1.

## Cầu thủ ghi bàn
Đã có 10 bàn thắng ghi được trong 4 trận đấu, trung bình 2.5 bàn thắng mỗi trận đấu.
1 bàn thắng
- Chan Vathanaka
- Keo Sokpheng
- Sos Suhana
- Devan Mendiola
- Hứa Bằng Bân
- Egy Maulana Vikri
- Evan Dimas
- Ricky Kambuaya
- Ramai Rumakiek
- Witan Sulaeman